# Comuna Ulieș, Harghita
Ulieș (în maghiară: Kányád) este o comună în județul Harghita, Transilvania, România, formată din satele Daia, Iașu, Ighiu, Nicolești, Obrănești, Petecu, Ulieș (reședința) și Vasileni.

## Demografie
Componența etnică a comunei Ulieș
     Maghiari (90,17%)
     Alte etnii (1,87%)
     Necunoscută (7,96%)
Componența confesională a comunei Ulieș
     Reformați (70,22%)
     Romano-catolici (14,51%)
     Unitarieni (3,65%)
     Baptiști (1,12%)
     Alte religii (2,06%)
     Necunoscută (8,43%)
Conform recensământului efectuat în 2021, populația comunei Ulieș se ridică la 1.068 de locuitori, în scădere față de recensământul anterior din 2011, când fuseseră înregistrați 1.193 de locuitori. Majoritatea locuitorilor sunt maghiari (90,17%), iar pentru 7,96% nu se cunoaște apartenența etnică. Din punct de vedere confesional, majoritatea locuitorilor sunt reformați (70,22%), cu minorități de romano-catolici (14,51%), unitarieni (3,65%) și baptiști (1,12%), iar pentru 8,43% nu se cunoaște apartenența confesională.

## Politică și administrație
Comuna Ulieș este administrată de un primar și un consiliu local compus din 9 consilieri. Primarul, Sándor György[*], de la Uniunea Democrată Maghiară din România, este în funcție din 2008. Începând cu alegerile locale din 2024, consiliul local are următoarea componență pe partide politice:
|  | Partid                                 | Consilieri | Componența Consiliului | Componența Consiliului | Componența Consiliului | Componența Consiliului | Componența Consiliului | Componența Consiliului | Componența Consiliului | Componența Consiliului | Componența Consiliului |
|  | -------------------------------------- | ---------- | ---------------------- | ---------------------- | ---------------------- | ---------------------- | ---------------------- | ---------------------- | ---------------------- | ---------------------- | ---------------------- |
|  | Uniunea Democrată Maghiară din România | 9          |                        |                        |                        |                        |                        |                        |                        |                        |                        |

## Vezi și
- Biserica reformată din Ulieș